# 岸雅
岸 雅（きし みやび、1974年6月3日 - ）は日本のダンサー、元女優。ダンスシアタービーナス主宰。本名は同じ。
千葉県出身。劇団ひまわりに所属していた。

## 来歴・人物
1988年放送のテレビドラマ『3年B組金八先生』（第3シリーズ）にて保健室登校を続ける転校生水野君恵役を演じた。その清楚で純情可憐な演技で注目を集めたが、番組終了後芸能活動を休止。その後、ダンス講師を経て1997年より千葉県佐倉市にてダンスシアタービーナスを主宰。ジャズダンススタジオで生徒を指導、自主公演などを開催する傍ら、千葉県内を中心としたダンス教室やカルチャースクールなどにてダンスを教えている。
芸能活動休止後は「3年B組金八先生」の番組関係者とも接触を断っていたが、2004年9月4日に番組の25周年を記念して都内のホテルで行われた歴代出演者たちの同窓会に出席、その模様は9月19日に「3年B組金八先生25周年記念大同窓会スペシャル!!」としてTBS系にて放送された。

## 出演作品

### ドラマ
- 春の砂漠（1988年、日本テレビ）- 子供時代の緒方鏡子 役
- 3年B組金八先生（第3シリーズ）（1988年、TBS）- 水野君恵 役
- 名奉行　遠山の金さん（第2シリーズ　第17話「仮面の女盗賊 半平を狙う」）（1989年、テレビ朝日）- せん 役

### 映画
- 二十四の瞳（1987年）

### CM
- 森永製菓　森永ハイソフト